# Měchovec lidský
Měchovec lidský (Ancylostoma duodenale), také někdy označovaný jako měchovec dvanáctníkový, je významný parazit člověka vyskytující se v subtropickém a tropickém pásu, zejména pak na východní polokouli a v Jižní Americe. Dospělí jedinci se lokalizují v tenkém střevě hostitelů, jako jsou lidé, kočky a psi, a během svého vývoje migrují různými tkáněmi. Onemocnění způsobené měchovcem lidským se odborně nazývá ankylostomóza a může být pro člověka smrtelné. Projevuje se v několika fázích.

## Morfologie[2]

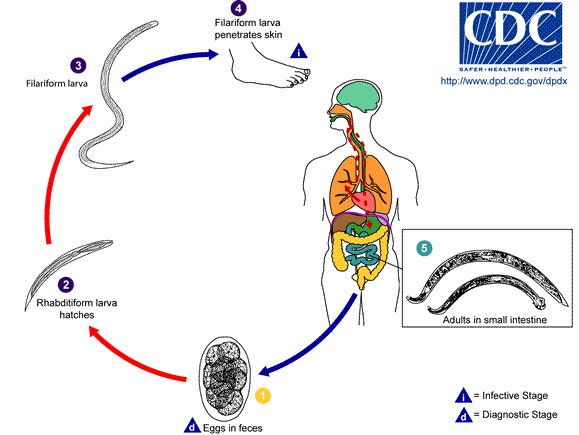
Vývojový cyklus měchovce

Měchovec lidský je válcovitý hlíst šedavě bílé barvy. Dospělci měří 10–18 mm, mají oblý tvar těla, hlavový konec je vybaven mohutnou ústní kapsulou s chitinovými zuby, jež slouží k přichycení parazita k sliznici střeva a sání krve. Kaudální konec samců je vybaven výraznou kopulační burzou.

## Infekce[3]
Larva proniká do těla neporušenou kůží, nejčastěji přes bosé nohy. Vstupuje do krevního oběhu. Následně migruje do plic, kde proniká do plicních sklípků. Z nich se dostává do průdušek a do průdušnice. Vykašláváním a následným polknutím hlenu se dostává do tenkého střeva, kde pohlavně dozrává. Samice zde může naklást 10 000 až 30 000 vajíček denně. Vajíčka se uvolňují do stolice. Na teplé a vlhké půdě se ve vajíčku larva rychle vyvíjí. Po 5–10 dnech může infekční larva opět proniknout do kůže jiného organismu a začít nový cyklus infekce. Průměrná délka života měchovce lidského je jeden rok.

## Příznaky[5]
- kožní (svědění, otoky)
- plicní (kašel, bolesti hrudníku, nevolnost, zvracení)
- střevní (únava, bolesti břicha, nechutenství, zvracení, stolice je průjmová, páchne a obsahuje krev)

Anémie z nedostatku železa může vést k duševní tuposti a srdečnímu selhání.

## Prevence[6]
Ochrana životního prostředí před kontaminací fekáliemi, dodržování osobní hygieny a hygieny stravování, nošení uzavřené obuvi, vyloučení přímého styku kůže se zemí, vzdělávání.

## Léčba
Podáním některých z přípravků: mebendazol (Vermox), albendazol (Zentel), befenium (Alcopar), pyrantel a tiabendazol (Mintezol).